# Ivan Andreja
Ivan Andreja (Juan Andrea) (? - 1563.) je bio prvi Hrvat za kojeg se zna da je uselio u Čile. Bio je ratnik
U Čileu je od 1551., nekoliko godina po osnutku Santiaga, čileanskog budućeg glavnog grada, koji je osnovao konkvistador Pedro de Valdivia. 
Bio je snažne građe. Istakao se hrabrošću u ratovima s Indijancima. Poginuo je 1563. godine.
Njegova pojava nije prošla nezapaženo ni u kronikama niti u književnosti. Literatura iz kolonijalnog doba i stare kronike ga spominju kao esclavona de nacion. Čileanski Hrvat, sveuč. prof. Čedomil Goić ga određuje kao Hrvata odnosno Slavonca. Španjolski povjesničar Alfonso Gongora Marmolejo je zapisao u svojem djelu iz 1575. godine. Nakon toga javlja se u kronikama Pedra Marina de Lobere.
U književnost ga spominje španjolski pjesnik Alonso de Ercilla, koji je dobro poznavao hrvatsko priobalje. U poemi Aracuani na kastiljanskom jeziku pjevao je o podrijetlu, snazi i srčanosti ovog pionira hrvatskog iseljeništva u Čileu.
Od inih pisaca, opjevao ga je čileanski pisac Pedro de Ona (jedan od prvih čileanskih pisaca) u Arauco Domando.